# Chris Foy
Christopher Foy (Austrália, 25 de janeiro de 1983) é um ator australiano.

## Filmografia
- Blue Water High - Matt Leyland
- Home and Away - Woody
- All Saints - Declan
- Our Lips Are Sealed - Donny